# Playa Chica
Der Playa Chica (spanisch für Kleiner Strand) ist ein Strand im Norden der Livingston-Insel im Archipel der Südlichen Shetlandinseln. Auf der Westseite des Kap Shirreff am nördlichen Ausläufer der Johannes-Paul-II.-Halbinsel liegt er unmittelbar nordöstlich des Punta Rapa Nui.
Wissenschaftler der 46. Chilenischen Antarktisexpedition (1991–1992) benannten ihn deskriptiv.